# Enantronia canariensis
Enantronia canariensis is een eenoogkreeftjessoort uit de familie van de Epacteriscidae. De wetenschappelijke naam van de soort is voor het eerst geldig gepubliceerd in 2001 door Fosshagen, Boxshall & Iliffe.